# G-A-Y

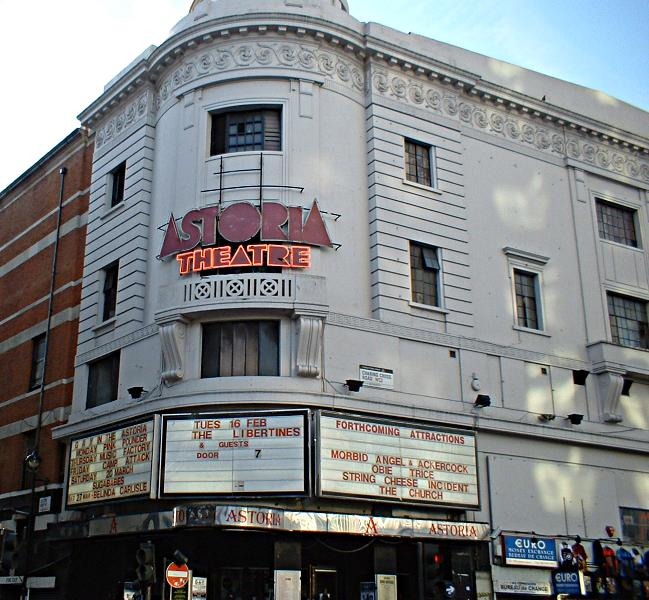
The London Astoria, huset där G-A-Y drevs innan det flyttades.

G-A-Y är en engelsk gayklubb lokaliserad i London. Det drevs från musikplatsen London Astoria i 15 års tid, fram till juli 2008. Boston Globe beskrev det som "Londons största nattklubb med gay-tema".  NME rapporterade att klubben "drar till sig 6 000 klubbmedlemmar varje vecka". Fredagen den 3 oktober 2008 flyttade G-A-Y till nattklubben Heaven.